# Édouard-Auguste de Kent
Pour les articles homonymes, voir Édouard, prince du Royaume-Uni.
Titre
Gouverneur de Gibraltar
24 mai 1802 – 23 janvier 1820
(17 ans, 7 mois et 30 jours)
Le prince Édouard-Auguste de Grande-Bretagne, duc de Kent et Strathearn, né le 2 novembre 1767 au palais de Buckingham et mort le 23 janvier 1820 à Woolbrook Cottage à Sidmouth (comté de Devon), est le quatrième fils du roi George III de Grande-Bretagne et le père de la reine Victoria.
Le 23 avril 1799, il est titré comte de Dublin (en), duc de Kent et Strathearn. C’est un membre de la famille royale britannique.

## Biographie

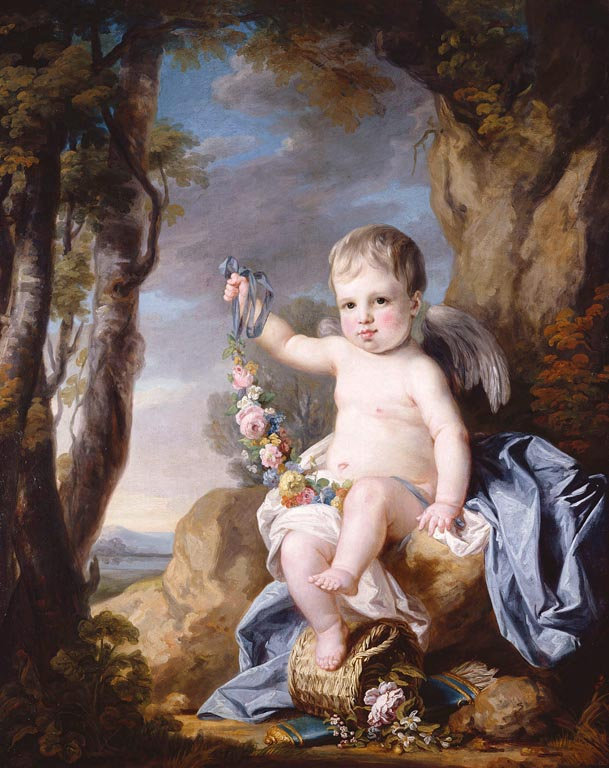
Le prince Edward, entre 1768-1769

Il est le cinquième enfant et quatrième fils du roi George III et de la duchesse Charlotte de Mecklembourg-Strelitz. 
Le 5 août 1789, à l'âge de 22 ans, il est initié en franc-maçonnerie , dans la loge L'Union des cœurs, la plus importante loge maçonnique de Genève au XIXe siècle, loge dont il est brièvement le second surveillant, du 9 décembre 1789 jusqu'à son retour en Angleterre le 17 janvier 1790 (où il devient grand maître de la Grande Loge des « Anciens » jusqu'à l'union des deux Grandes Loges en 1813).
Au cours de son service militaire, il fut transféré à sa demande sur la colonie britannique du Bas-Canada en août 1791 en compagnie de sa maîtresse Julie de Saint-Laurent après un mariage morganatique, possiblement dans une église catholique romaine à Québec. Il resta à la maison du Duc-de-Kent sur la rue Saint-Louis à Québec de 1792 à 1794.
L'Île-du-Prince-Édouard, au Canada, reçoit le nom de ce prince en 1798 et une ville de Nouvelle-Écosse, Kentville, est nommée ainsi en son honneur. Le 23 mars 1802, il est nommé gouverneur de Gibraltar et conserve ce poste jusqu’à sa mort.
En 1817, la mort de la princesse Charlotte, héritière du trône après son père, menace d'extinction la maison de Hanovre. En effet, aucun des fils ou des filles du roi George III n'a d'enfants légitimes. Aussi, ces princes quinquagénaires doivent-ils rompre avec leurs maîtresses de longue date et chercher urgemment des épouses fécondes. Déjà, en 1815, le duc de Cumberland, cinquième fils du roi, a épousé la princesse Frédérique de Mecklembourg-Strelitz, sœur de l'héroïque reine de Prusse Louise, qui a déjà 37 ans mais lui donnera une fille et un fils. 
En 1818, ses frères aînés et cadet se marient également. Le duc de Clarence, troisième fils du roi,  épouse à 53 ans la  princesse Adélaïde de Saxe-Meiningen qui en a 26. Le couple aura deux enfants qui mourront au berceau. Le duc de Cambridge, benjamin de la fratrie, épouse à 43 ans la princesse Augusta de Hesse-Cassel qui en a 20.   
Enfin, le duc de Kent, âgé de 51 ans, se sépare de sa maîtresse de vingt-huit ans, Julie de Saint-Laurent, et épouse le 29 mai 1818 la princesse Victoire de Saxe-Cobourg-Saalfeld, 32 ans. Veuve du prince Émile-Charles de Linange (Emich Carl Fürst zu Leiningen) dont elle a eu deux enfants (Charles et Théodora), c'est sur les conseils de son frère Léopold, prince de Saxe-Cobourg-Gotha, veuf de la défunte princesse Charlotte et futur roi des Belges Léopold Ier, que la princesse consent à cette union. L'ascension des « Saxe-Cobourg » commence.  
Le couple a une fille, Alexandrina Victoria, qui naît le 24 mai 1819 et deviendra la reine Victoria (Elle épousera son cousin Albert de Saxe-Cobourg-Gotha. Elle sera donc entourée de sa mère, de son cher oncle le roi des Belges Léopold Ier, et de son mari qui sont tous trois des Saxe-Cobourg).
Le duc est notoirement l'ami et le défenseur de Robert Owen, industriel progressiste des filatures New Lanark, promoteur de la coopération (économie sociale) et du socialisme dit utopique britannique.

Le duc de Kent ne connaîtra pas longtemps sa fille. Ayant pris froid au cours d'une longue marche dans le froid et l'humidité, il succombe à une pneumonie le 23 janvier 1820, six jours avant son père. Sa fille régnera sur le Royaume-Uni et ses colonies pendant 64 ans. Devenue la « grand-mère de l'Europe », elle imprimera son style à toute une époque que l'Histoire appelle l'Ère victorienne.

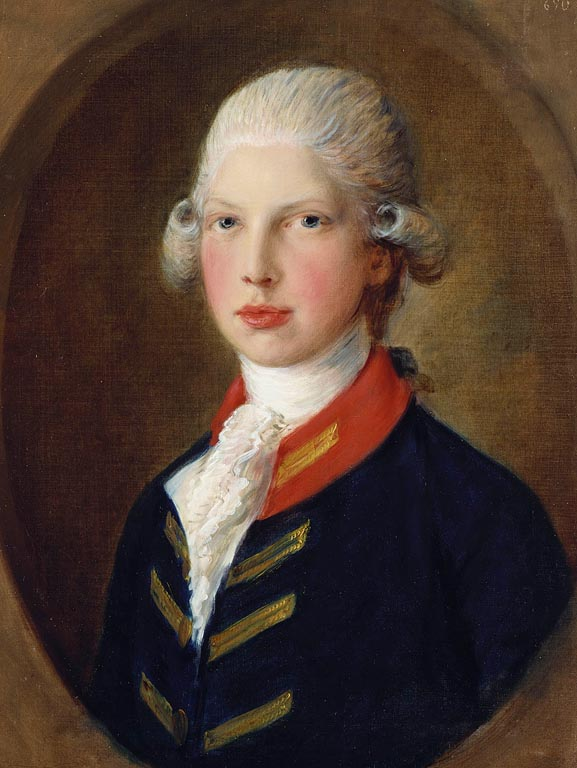
Prince Edward, 1782
par Gainsborough
Royal Collection

## Titulature
- 2 novembre 1767 - 23 avril 1799 : Son Altesse Royale le prince Édouard-Auguste de Grande-Bretagne ;
- 23 avril 1799 - 12 février 1820 : Son Altesse Royale le duc de Kent et de Strathearn